# Wesley, Iowa
Wesley là một thành phố thuộc quận Kossuth, tiểu bang Iowa, Hoa Kỳ. Năm 2010, dân số của thành phố này là 390 người.

## Dân số
Dân số qua các năm:
- Năm 2000: 467 người.
- Năm 2010: 390 người.